# Abbath (гурт)
Abbath (стиль написання ABBATH) — норвезький блек-метал-гурт, утворений Абатом після того, як він пішов з Immortal в 2015 році.
Гурт випустив свій перший альбом, Abbath, 22 січня, 2016 року, перший концерт відіграли на фестивалі Tuska Open Air 2015.

## Історія
Початком творчого шляху блек-метал-проєкту з Норвегії можна вважати 2015 рік. Після досить тривалого конфлікту у гурті Immortal, де Абат займав основну роль, а саме — засновник, вокаліст і гітарист, який вирішив покинути колектив. Тим самим Immortal втратили свого лідера.
Будучи досить амбітним і винахідливим музикантом, Абат, недовго думаючи, вирішив створити свій проєкт під своїм псевдонімом. На бас-гітару був запрошений колишній басист гурту Gorgoroth Tom Cato «King Of Hell» Visnes, ударну установку зайняв Kevin Foley.
14 березня 2019 року вони оголосили, що їхній другий студійний альбом Outstrider вийде 5 липня 2019 року, а також було оголошено новий склад, який записав альбом і буде виступати на концертах, до якого увійшли барабанщик Укрі Сувілехто, гітарист Рауд і басистка Міа Уоллес.
25 листопада 2019 року Abbath Doom Occulta оголосив через Facebook, що після концерту в Буенос-Айресі, Аргентина, він йде на реабілітацію від залежності, скасувавши решту південноамериканських гастролей Abbath. Концерт був затриманий на дві години і завершився тим, що Аббат після кількох фальстартів кинув гітару в натовп і був випроваджений до своєї гримерки. Це призвело до великої кількості негативної реакції в соціальних мережах і жорстоких зіткнень з фанатами і поліцією.
28 січня 2020 року Міа Воллес повідомила, що вона більше не є частиною гурту. Це повідомлення було передано їй телефоном менеджером Abbath незадовго до початку європейського турне Outstrider 2020. Ніякого офіційного оголошення гурт не зробив, але на бас-гітарі її замінив учасник туру Расті Корнелл. Уоллес згодом стала басисткою Nervosa і повернулася до складу Abbath у 2021 році.
На початку 2021 року було оголошено, що Abbath записують свій третій студійний альбом, який вийде пізніше того ж року. 12 січня 2022 року Abbath оголосили назву альбому як Dread Reaver, який вийшов 25 березня.

## Склад
Нинішній склад
- Аббат (Abbath) — вокал, гітара (2015–наш час)
- Кінг ов Хелл (King ov Hell) — бас-гітара (2015–наш час)

Колишні учасники
- Кевін Фолей(інші мови) (Creature) — ударні (2015)

## Дискографія
Студійні альбоми
- Abbath[en] (2016)
- Outstrider (2019)
- Dread Reaver (2022)